# Supij
Der Supij (ukrainisch Супій; russisch Супой Supoi) ist ein linker Nebenfluss des Dnepr in der Ukraine.
Er hat eine Länge von 144 km, ein Einzugsgebiet von 2160 km² und ein Gefälle von 0,35 m/ km.
Der Supij entspringt einem Sumpf beim Dorf Swydowez (Свидовець) im Rajon Bobrowyzja in der Oblast Tschernihiw, durchfließt das Dneprtiefland in der Oblast Kiew und mündet unweit vom Dorf Matwijiwka (Матвіївка) im Rajon Solotonoscha der Oblast Tscherkassy in den zum Krementschuker Stausee angestauten Dnepr.
Größter Nebenfluss mit einer Länge von 42 km und einem Einzugsgebiet von 203 km² ist der Kowraj (Коврай). Größere Ortschaften am Fluss sind Jahotyn und Shuriwka. Bei Jahotyn ist der Fluss zum Supij-See (Озеро Супій) angestaut.
Im Fluss leben 21 unterschiedliche Fischarten.